# Столбчатый фундамент
Столбчатый фундамент — основание для сооружений, монтируемое на столбах или сваях. Нагрузку от здания принимают несущие элементы конструкции. Для равномерного распределения нагрузки используется ростверк — верхняя часть фундамента. Он предотвращает смещение опор и разрушение конструкции из-за неравномерных нагрузок.

## Применение
Столбчатый фундамент подходит для лёгких и временных построек, таких как:
- гаражи;
- бани;
- террасы;
- навесы;
- беседки;
- летние кухни.

## Особенности конструкции
Фундамент формируется из опор, каждая из которых заглубляется на 0,5–1,5 м и возвышается над землёй на 0,2–0,5 м. Опоры устанавливаются в местах повышенной нагрузки:
- лестничные пролёты;
- места примыкания несущих стен.
- Если длина помещения превышает 3 м, требуется установка дополнительных промежуточных столбов.

## Преимущества и недостатки

### Преимущества
- Низкая стоимость.
- Малый объём земляных работ.
- Не требуется утепление.
- Не нужна тяжёлая строительная техника.
- Быстрый и простой монтаж.

### Недостатки
- Непригоден для тяжёлых зданий.
- Нельзя использовать для зданий с подвалом.
- Подходит только для одноэтажных зданий.
- Нельзя монтировать на склонах и сложных рельефах.
- Не подходит для торфяных, глинистых и пучинистых грунтов.

## Виды столбчатых фундаментов

### По материалу
Деревянный — для лёгких временных построек, обработанных битумом или креозотом.
Кирпичный — для одноэтажных жилых зданий.
Железобетонный монолит — используется бетон марок от В15 до В25 с армированием.
Бутобетонный — с добавлением камня в бетонную смесь.
Сборный — из бутового камня, бетонных блоков или кирпича.
Трубный — с использованием стальных, пластиковых или асбоцементных труб.

### По степени углубления
Незаглубленный — опускается на 0,45–0,55 м.
Мелкозаглубленный — от 0,4 до 0,7 м от глубины промерзания.
Заглубленный — до 2 м.

## Стаканный фундамент
Стаканный фундамент — железобетонная конструкция характерной формы, напоминающей «башмак». Применяется для монтажа столбов.

### Преимущества
- Быстрый монтаж.
- Высокая устойчивость конструкции.
- Возможность значительной экономии при правильных расчётах.

### Недостатки
- Требует специализированной техники.
- Непригоден для просадочных и пучинистых грунтов.

## Этапы строительства
1. Подготовка и выравнивание площадки.
2. Устройство подушки из щебня и песка.
3. Разметка участка.
4. Укладка основных элементов.
5. Подготовка и установка столбов.
6. Гидроизоляция.
7. Строительство основного сооружения.